# Enos (genre)
Pour les articles homonymes, voir Enos.
Genre
Enos est un genre d'insectes lépidoptères de la famille des Lycaenidae et de la sous-famille des Theclinae présents en Amérique.

## Dénomination
Le genre a été nommé par Kurt Johnson (d), James J. Kruse (d) et Karl Ritter Kroenlein (d) en 1997.

## Liste des espèces
- Enos falerina (Hewitson, 1867) présent au Guatemala, en Colombie, au Pérou, au Surinam, au Guyana et en Guyane
- Enos maculata (Lathy, 1936) présent au Pérou
- Enos mazurka (Hewitson, 1867) présent au Brésil
- Enos myrtea (Hewitson, 1867) présent au Brésil
- Enos thara (Hewitson, 1867) présent au Costa Rica, au Guatemala, au Panama, au Brésil et en Guyane[1],[2].

## Répartition
Les Enos sont présents en Amérique centrale et Amérique du Sud.